# The Strangers: Chapter 1
The Strangers: Chapter 1 is een Amerikaanse horrorfilm uit 2024, geregisseerd door Renny Harlin. De hoofdrollen worden vertolkt door Madelaine Petsch en Froy Gutierrez. Het is de derde film in de door Bryan Bertino gecreëerde filmreeks The Strangers en is het eerste deel van een nieuwe trilogie van op zichzelf staande films, waarbij Chapter 1 een soortgelijk uitgangspunt zal volgen als de eerste film en zich in dezelfde continuïteit zal afspelen als de eerste twee films. De drie films zijn een prequel op de eerste film.

## Verhaal
Maya rijdt samen met haar vriend Ryan op een roadtrip door het land, op weg naar een nieuw leven in de Pacific Northwest. Onderweg stoppen ze om de nacht door te brengen in een afgelegen Airbnb-huis. De hele nacht worden ze geterroriseerd door drie moordzuchtige, gemaskerde vreemdelingen.

## Rolverdeling
| Acteur           | Personage      |
| ---------------- | -------------- |
| Madelaine Petsch | Maya Lucas     |
| Froy Gutierrez   | Ryan           |
| Rachel Shenton   | Debbie Lucas   |
| Gabriel Basso    | Gregory        |
| Ema Horvath      | Shelly         |
| Ella Bruccoleri  | Jasmine        |
| Richard Blake    | sheriff Rotter |
| Joplin Sibtain   | Billy Bufford  |

## Productie
In augustus 2022 kondigde producer Roy Lee plannen aan om drie films tegelijkertijd te filmen, te beginnen in september van hetzelfde jaar. Renny Harlin werd aangeduid als regisseur voor ten minste een van de films. Later werd aangekondigd dat hij alle drie de films zal regisseren. De trilogie werd geproduceerd door Lionsgate Films, Fifth Element Productions en Frame Film en zal worden gedistribueerd door Lionsgate.
De filmopnames voor alle drie de films begonnen in september 2022 in Bratislava, Slowakije en werden afgerond in november 2022.

## Release en ontvangst
The Strangers: Chapter 1 ging op 8 mei 2024 in première tijdens Regal L.A. Live. De bioscooprelease door Lionsgate Films vond plaats op 17 mei 2024. De film werd door recensenten in het algemeen gemengd tot negatief ontvangen. Op Rotten Tomatoes heeft de film een score van 21% op basis van 106 beoordelingen. Metacritic komt op een score van 43/100, gebaseerd op 22 beoordelingen.
Oorspronkelijk was het de bedoeling dat de vervolgdelen Chapter 2 en Chapter 3 beide later in 2024 zouden verschijnen, deze werden echter uitgesteld. Chapter 2 staat gepland in september 2025 uitgebracht te worden.